# Harry Sinclair
Harry Alan Sinclair (* 1959 in Auckland, Neuseeland) ist ein neuseeländischer Regisseur, Autor und Schauspieler.

## Karriere
Harry Sinclair wurde als Sohn des Historikers und Poeten Sir Keith Sinclair und Mary Sinclair in Auckland geboren. Er studierte Schauspiel an der Ecole Philippe Gaulier in Paris.
Sinclair war Mitglied und Darsteller beim von ihm mitgegründeten Musical The Front Lawn.
Beim Kurzfilm Walkshort schrieb er das Drehbuch und war auch Teil der Besetzung. Mit The Lounge Bar und Linda's Body folgten zwei weitere Kurzfilme nach diesem Prinzip nur war er zusätzlich auch Regisseur; bei Letzterem war er auch Produzent. Internationale Bekanntheit als Schauspieler erlangte er durch seine Darstellung des Isildur in Peter Jacksons Der-Herr-der-Ringe-Filmtrilogie.
Bekanntere Werke als Drehbuchautor oder Regisseur sind The Price of Milk mit Karl Urban in der Hauptrolle und die Fernsehserie 90210.
Am 5. Dezember 2008 heiratete er die Drehbuchautorin und Produzentin Rebecca Rand Kirshner.

## Filmographie
| - 1987: Walkshort - 1989: The Lounge Bar - 1990: Linda's Body - 1992: Braindead - 1992: The Footstep Man - 1997: The Bar - 2001: Der Herr der Ringe: Die Gefährten - 2003: Der Herr der Ringe: Die Rückkehr des Königs - 2013: Don't Call It A Comeback | - 1987: Walkshort - 1989: The Lounge Bar - 1990: Linda's Body - 1997: Topless Women Talk About Their Lives - 2000: The Price of Milk - 2002: Toy Love | - 1989: The Lounge Bar - 1990: Linda's Body - 1997: Topless Women Talk About Their Lives - 2000: The Price of Milk - 2002: Toy Love - 2009–2013: 90210 - 2013: Star-Crossed |